# María del Monte (cantante)
María del Monte Tejado Algaba (Siviglia, 26 aprile 1962) è una cantante spagnola di sevillana e copla andalusa e conduttrice di programmi televisivi e radiofonici.
È diventata celebre nel 1982 dopo aver vinto un concorso di canto nel programma televisivo Gente joven. Attualmente è conosciuta come "La reina de las sevillanas", ovvero "La regina della sevillana".

## Biografia
Figlia di Bibiana Algaba Bagarrán e di Antonio Tejado Vargas, è la minore di cinque fratelli e l'unica donna.
Dopo aver vinto il concorso televisivo Gente joven, la cui finale si tenne a Ceuta nel 1982, registrò il suo primo disco. Il secondo, intitolato Cántame sevillanas, diventò in poco tempo un successo fino ad ottenere 3 dischi di platino.
Con il passare del tempo e con vari dischi ha ottenuto il successo del pubblico ed è chiamata "La reina de las sevillanas" (La regina della sevillana), per uno dei suoi dischi con questo nome.
Oltre la sua attività artistica come cantante di sevillanas e di copla andalusa, María del Monte è conduttrice di programmi radiofonici e televisivi. Ha inoltre partecipato come concorrente a diversi programmi televisivi, tra cui ¡Mira quién baila! (versione spagnola di Ballando con le stelle) nel 2005, posizionandosi al secondo posto, e Tu cara me suena (versione spagnola di Tale e quale show) nell'edizione 2012/2013, posizionandosi al quarto posto.
Nel 2011, con la pubblicazione del disco Cómo te echo de menos, María del Monte dichiarò che fino ad allora non fu capace di registrare un nuovo disco, a causa della morte di suo padre Antonio avvenuta nel 2005, che la condizionò profondamente e che a causa di ciò aspettò 6 anni prima di tornare a cantare.

## Discografia
- 1988 Cántame Sevillanas
- 1989 Besos de luna
- 1989 Acompáñame
- 1991 Al Alba
- 1991 Ahora
- 1992 Con el Alma
- 1993 Reina de las sevillanas
- 1996 He Intentado Imaginar
- 1998 Cartas de Amor
- 1998 Digan lo que digan
- 1999 De Siempre
- 2000 El dolor del amor
- 2002 Con otro aire
- 2003 Cosas de la vida
- 2004 Olé, Olé
- 2005 Un Chaparrón
- 2011 Cómo te echo de menos

## Televisione
- Gente joven (1982), su TVE
- Al compás de la copla (1996), su Antena 3
- Esa copla me suena (1998), su TVE
- Los debates de Hermida (2000), su Antena 3
- La canción de mi querer (2000), su TVE
- Cántame (2000), su Canal Sur
- Contigo (2000-2002), su Canal Sur
- Shalakabula (2005), su Canal Sur
- ¡Mira quién baila! (2005), su TVE, concorrente
- El club de Flo (2006), su La Sexta
- La tarde con María (2007-2009), su Canal Sur
- DEC (2011), su Antena3, presentatrice. Día especial (ultima puntata)
- Tu cara me suena (2012-2013), su Antena 3, concorrente
- Uno de Los Nuestros (2013), su TVE1, giuria
- La suerte está echada (2014), su Canal Sur Televisión, giuria
- Tu cara me suena Mini (2014), su Antena 3, concorrente.
- Insuperables (2015) su La 1, invitata nell'ultima puntata